# Mesotityus vondangeli
Genre
Espèce
Mesotityus vondangeli, unique représentant du genre Mesotityus, est une espèce de scorpions de la famille des Buthidae.

## Distribution
Cette espèce est endémique de l'État d'Aragua au Venezuela,. Elle se rencontre vers Girardot.

## Étymologie
Cette espèce est nommée en l'honneur de Miguel Von Dangel Hertrich.

## Publication originale
- González-Sponga, 1981 : « Un nuevo género y dos nuevas especies de la familia Buthidae de Venezuela (Arachnida: Scorpiones). » Monografias Científicas Augusto Pi Suñer (Caracas, Instituto Pedadogico), vol. 13, p. 1–27.